# 周祚
周祚（1480年—1549年），字天保，號定齋，浙江承宣布政使司紹興府山陰縣（今浙江紹興市）人，明朝政治人物。

## 生平
正德十一年（1516年）丙子科順天鄉試第二名舉人。正德十六年（1521年），登辛巳科進士，通政司觀政。授山東東阿縣知縣，丁父憂歸，服闋，除直隸來安縣知縣，七年（1528年）七月徵拜兵科給事中，九年六月陞工科左給事中，奉命勘察遼陽大康堡失利一事，回京後因病辭職歸鄉。嘉靖二十八年去世，年七十。

## 著作
著有《周氏集》十五卷、《定齋集》。

## 家族
曾祖周達。祖周永才。父周廷澤，號簡菴，封翰林院检讨，累贈廣東布政司右參政。母王氏，封孺人，赠淑人。具庆下，兄周祯，（弘治壬戌進士）翰林院检讨；周祥；周礽（正德戊辰进士）；弟周襗（嘉靖丙戌进士）。周礽子周浩，嘉靖乙未進士，官大理寺卿。